# (12579) Ceva
(12579) Ceva (1999 RA28) – planetoida z grupy pasa głównego asteroid okrążająca Słońce w ciągu 5,42 lat w średniej odległości 3,08 j.a. Odkryta 5 września 1999 roku.